# كاليدو سيسوخو
كاليدو سيسوخو (بالفرنسية: Kalidou Cissokho)‏ (مواليد 28 أغسطس 1978) هو لاعب كرة قدم. يلعب مع منتخب السنغال لكرة القدم. سبق له أن لعب في كأس العالم لكرة القدم مع منتخب بلاده.

## روابط خارجية
- كاليدو سيسوخو على موقع الاتحاد الأوربي (الإنجليزية)
- كاليدو سيسوخو على موقع قاعدة بيانات كرة القدم.إي يو (الإنجليزية)
- كاليدو سيسوخو على موقع Soccerway.com (الإنجليزية)
- كاليدو سيسوخو على موقع عالم كرة القدم.نت (الإنجليزية)